# 元义方
元义方（8世纪—813年），唐朝官员。后魏景穆皇帝拓跋晃之九代孙。曾祖元万顷，凤阁侍郎、集贤殿学士、修国史。祖元询倩，永阳郡司马。父元止，大理司直、摄监察御史，赠秘书少监。
贞元廿年（804年），任京兆府奉先县县令。曾出使新罗。元和三年（808年）四月，以商州刺史迁福建观察使。六年（810年）四月，迁京兆尹，十二月，因在门口立戟违规，与户部侍郎判度支卢坦一起被罚俸一月，收夺所请门戟。七年正月，迁鄜州刺史、鄜坊丹延观察使。八年（813年）四月卒。娶裴耀卿孙女，至少有一女（776年—804年），嫁同州澄城县主簿韦孟明。